# Tilburg Trappers
Le Tilburg Trappers est un club de hockey sur glace de Tilbourg aux Pays-Bas. Après avoir évolué en Eredivisie, l'élite néerlandaise, l'équipe participe à l'Oberliga depuis 2005, le 3e échelon du hockey allemand.
Une équipe amateure participe également à la BeNe League depuis 2015, qui rassemble les meilleures équipes belges et néerlandaises.

## Historique
Le club est créé en 1938. Il a remporté l'Eredivisie à 12 reprises.

## Palmarès
- Vainqueur de l'Eredivisie : 2007, 2001, 1996, 1995, 1994, 1992, 1976, 1975, 1974, 1973, 1972, 1971.
- Vainqueur de la Coupe des Pays-Bas : 1973, 1974, 1975, 1976, 2006.
- Obergila (D3 allemande) :
  - Vainqueur de l'Oberliga Nord : 2018, 2019
  - Vainqueur de l'Oberliga : 2016, 2017, 2018

## Joueurs actuels

### Gardien de but
- Ian Meierdres

### Défenseur
- Jens Engelen

- Stanislav Nazarov

- Rody Jacobs

- Rico Jonkers

### Attaquants
- Ritchie Van Hulten

- Robbert Marcelis

- Robbert Maas

- Peter Van Biezen

- Onur Mete

- Diederick Hagemeijer

- John Liebenow

- Casey Vanschagen

### Gestion
- Mark Pederson (Entraîneur-Chef)

- Nick Rohde (Entraîneur-Assistant)

- Guus Bakker (Directeur Général)

- Cees Van Poppel (Médecin)

- Jan Willem Kok (Équipement)

- Barry Robeerst (Équipement)